# Церковь Рождества Богородицы (Волчок)
Церковь Рождества Богородицы — православный храм и памятник архитектуры местного значения в Волчке.

## История
Решением исполкома Черниговского областного совета народных депутатов от 12.02.1985 № 75 присвоен статус памятник архитектуры местного значения с охранным № 16-Чг под названием Церковь Рождества Богородицы. Установлена информационная доска.

## Описание
Церковь Рождества Христова — пример культовой архитектуры начала XIX века на Черниговщине, сочетающий стилистические черты барокко и классицизма. Построена в период 1807-1808 годы на развилке трёх дорог в центре села Волчок.
Каменная, одноглавая, пятидольная (пятисрубная — 5 объёмов), крестообразная в плане церковь, удлинённая по оси запад—восток. С востока примыкает полукруглая апсида, перекрытая полукуполом. С восточной стороны с двумя одноэтажными прирубами между ветвями пространственного креста, перекрытые полукуполами. С севера и юга примыкают приделы — рамены (крылья), завершающиеся треугольными фронтонами. Храм увенчан полуциркульным куполом с небольшим шпилем на восьмигранном (восьмерике) световом барабане. Западнее соединяется с круглой в плане двухъярусной колокольней, увенчанной полуциркульным куполом с небольшим шпилем. Имеет три входа — западный со стороны колокольни, северный и южный со стороны раменов — украшены открытым крыльцами с двухколонными портиками и треугольными фронтонами. Фасад украшен пилястрами, карнизами, рустами. Восьмерик главы храма расчленён пилястрами, а в верхнем ярусе колокольни декор обильно представлен рустами.